# Antoine Roine
Antoine Roine (16 aprile 1992) è un calciatore francese, attaccante dell'Hienghène Sport.

## Carriera
Ha conquistato la OFC Champions League 2019 con l'Hienghène Sport giocando in totale cinque partite e realizzando la rete della vittoria in finale contro il Magenta.
Ha segnato l'unica rete della storia dello Hienghène Sport nella Coppa del mondo per club FIFA 2019, durante la partita valevole per l'accesso al secondo turno contro l’Al-Sadd, per il momentaneo pareggio dei caledoniani.

## Statistiche

### Cronologia presenze e reti in nazionale
| Cronologia completa delle presenze e delle reti in nazionale ― Nuova Caledonia | Cronologia completa delle presenze e delle reti in nazionale ― Nuova Caledonia | Cronologia completa delle presenze e delle reti in nazionale ― Nuova Caledonia | Cronologia completa delle presenze e delle reti in nazionale ― Nuova Caledonia | Cronologia completa delle presenze e delle reti in nazionale ― Nuova Caledonia | Cronologia completa delle presenze e delle reti in nazionale ― Nuova Caledonia | Cronologia completa delle presenze e delle reti in nazionale ― Nuova Caledonia | Cronologia completa delle presenze e delle reti in nazionale ― Nuova Caledonia |
| Data                                                                           | Città                                                                          | In casa                                                                        | Risultato                                                                      | Ospiti                                                                         | Competizione                                                                   | Reti                                                                           | Note                                                                           |
| ------------------------------------------------------------------------------ | ------------------------------------------------------------------------------ | ------------------------------------------------------------------------------ | ------------------------------------------------------------------------------ | ------------------------------------------------------------------------------ | ------------------------------------------------------------------------------ | ------------------------------------------------------------------------------ | ------------------------------------------------------------------------------ |
| 14-11-2018                                                                     | Port Vila                                                                      | Vanuatu                                                                        | 0 – 1                                                                          | Nuova Caledonia                                                                | Amichevole                                                                     | 1                                                                              | 88’                                                                            |
| 17-11-2018                                                                     | Port Vila                                                                      | Vanuatu                                                                        | 2 – 2                                                                          | Nuova Caledonia                                                                | Amichevole                                                                     | 1                                                                              | 65’                                                                            |
| Totale                                                                         |                                                                                | Presenze                                                                       | 2                                                                              |                                                                                | Reti                                                                           | 2                                                                              |                                                                                |

## Palmarès

### Club

#### Competizioni internazionali
- OFC Champions League: 1

Hienghène Sport: 2019